# Thập niên 650
Thập niên 650 hay thập kỷ 650 chỉ đến những năm từ 650 đến 659.